# Détente (Sprachwissenschaft)
Die détente [de.tɑ̃t] (französisch für ‚Entspannung‘) bezeichnet  im Französischen  eine Besonderheit bei der Aussprache der Verschlusslaute b, d, g und der Teilverschlusslaute m, n und l. Für die Aussprache dieser Mitlaute ist die Lösung (Entspannung = détente) der an der Lautbildung beteiligten Sprechmuskeln zu beachten. Stehen die genannten Verschlusslaute und Teilverschlusslaute im Auslaut (am Ende einer rhythmischen Gruppe), so muss ihr Verschluss gelöst werden. Durch die Entspannung der Sprechmuskulatur wird ein ganz leichtes, leises [ə]  hörbar.
Beispiele: la robe, la salade, la langue, la femme, le téléphone, la salle.
Im Gegensatz zur französischen Sprache wird im Deutschen der Verschluss bei Verschlusslauten und Teilverschlusslauten im Auslaut nicht gelöst. So wird aus dem [b] ein [p], [d] wird zu [t] und [g] zu [k].
Beispiele: Stab [ʃta:p], Bad [ba:t], Weg [we:k]